# Насветевич, Александр Александрович
Алекса́ндр Алекса́ндрович Насвете́вич (1836—1909) — русский военный, участник Русско-турецкой войны, флигель-адъютант императора Александра II, генерал-майор.

## Биография

### Первые годы
Александр Насветевич родился в семье дворянина Александра Насветевича и дочери богатых помещиков Анастасии Богданович, которой по наследству досталось имение в селе Рубежном (тогда — на границе Харьковской и Екатеринославской губерний, ныне — поселок завода Пролетарий города Лисичанска Луганской области).
Точные сведения о дате и месте рождения Александра Насветевича отсутствуют. Правнучка военного деятеля Анастасия Ширинская-Манштейн предполагает, что он родился в 1837 году. Родных братьев прадеда в мемуарах о своей семье она называет «младшими». Однако в статье «Русский Сирано» кандидат исторических наук Александр Кибовский датой рождения Александра Насветевича называет 6 июня 1836 года, а Сергей и Владимир указаны как старшие братья Александра.
Детские годы Александр Насветевич провел в семейной усадьбе Рубежное.

### Начало военной карьеры

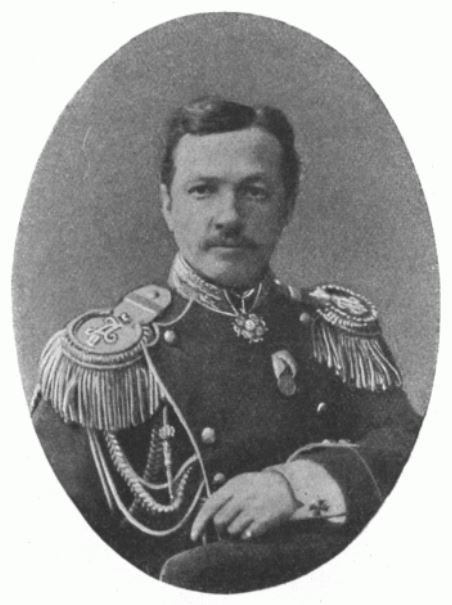
Флигель-адъютант Насветевич

Окончил Павловский кадетский корпус в Санкт-Петербурге. С 6 июня 1857 года по 10 сентября 1877 года служил в лейб-гвардии Егерском полку. Тогда же Александр Насветевич знакомится со светской жизнью Санкт-Петербурга: посещает театры, выставки, музыкальные вечера, балы у друзей и родственников.
В мае 1863 года Насветевичу доверили командование ротой. С 22 июня по 20 октября его подразделение принимало участие в подавлении восстаний в Трокском и Лидском уездах.
Во время службы Александр Насветевич серьёзно увлекся фехтованием. В 1860 году он поступил на учёбу в Фехтовально-гимнастический кадр, где быстро добился выдающихся результатов. В марте 1863 года он выиграл состязание на рапирах, за которым следил император Александр II. За победу в турнире молодой офицер был награждён полусаблей из дамасской стали.
В 1866 году Насветевич назначен распорядителем Офицерского фехтовально-гимнастического зала. В июле того же года ему вновь удаётся стать победителем соревнований по фехтованию. В качестве приза Насветевич получил саблю с толедским клинком.

### Сближение с императорской семьей
Блестящие навыки фехтования, которыми обладал Насветевич, не обошёл вниманием император Александр II. Он поручил молодому офицеру преподавать бой холодным оружием цесаревичу Александру — будущему императору Александру III.
В скором времени Насветевич стал приближённым к императорской семье. 30 августа 1871 года Александр Насветевич получает чин полковника, а 17 августа 1875 года становится флигель-адъютантом императора Александра II.
Насветевич занимался фотографией и имел разрешение фотографировать при дворе. Некоторые снимки сохранились, на них запечатлены эпизоды жизни царской семьи.
Несмотря на близость к императорскому двору, Насветевич не забывал о родных местах. Он передал безвозмездно часть своих земельных владений и вложил личные средства на строительство железной дороги Лисичанск — Харьков, которая была запущена в 1895 г. А в 1905 году на ней была открыта железнодорожная станция, которая с дореволюционных лет носит имя Насветевич.

### Военная служба

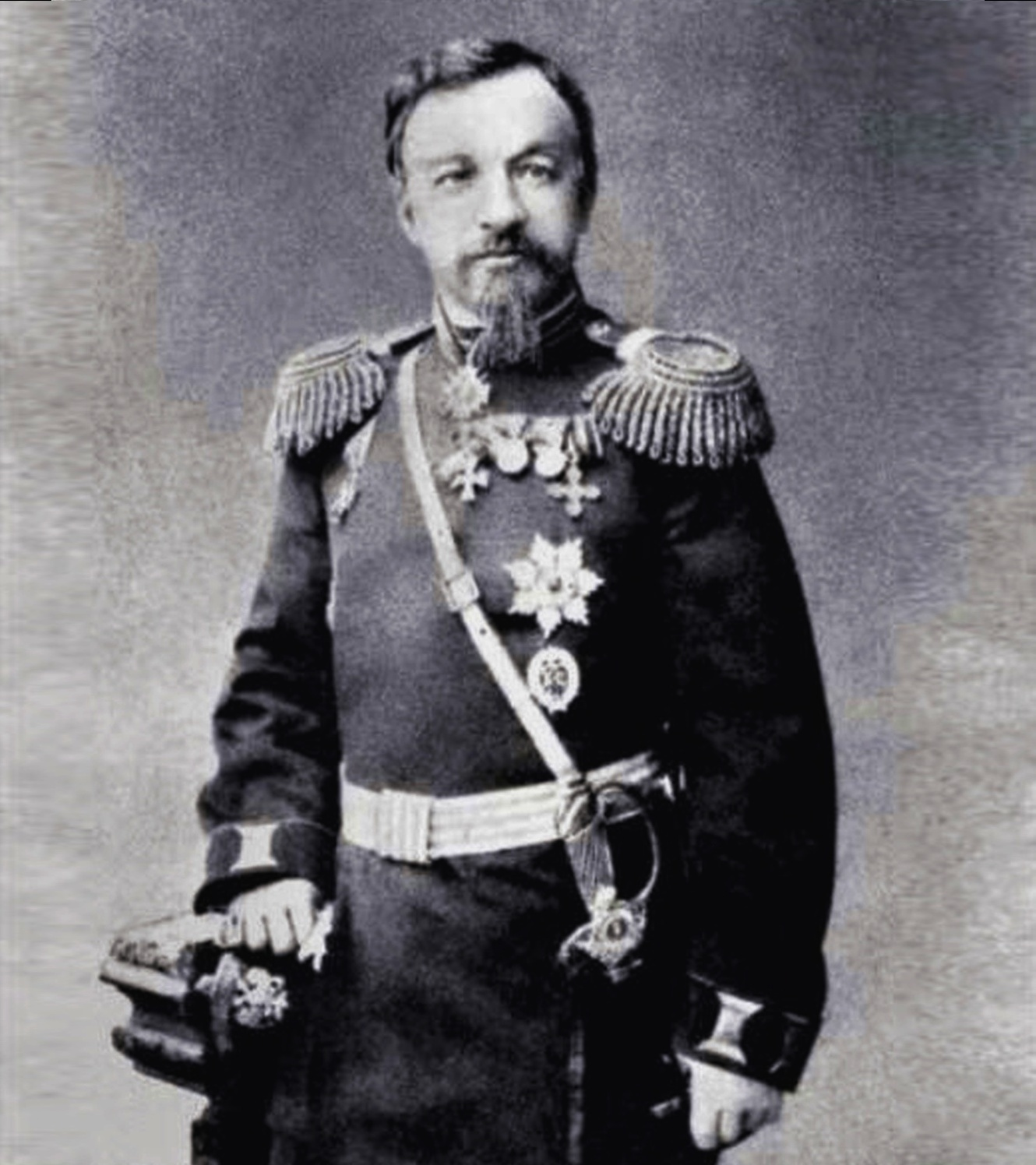
Генерал-майор Насветевич А. А.

Высочайшим приказом от 10 сентября 1877 года назначен командиром 54-го пехотного Минского полка, во главе которого принял участие в русско-турецкой войне. Участвовал в обороне Шипкинского перевала, после разгрома турецкой армии при Шейново 28 декабря 1877 года принял капитуляцию турецких частей Хюсни-паши на Лысой горе. 25 ноября 1878 года был награждён золотой саблей с надписью «За храбрость».
Осенью 1880 года освобождён от должности командира 54-го пехотного Минского полка, с оставлением в звании флигель-адъютанта и в списках этого полка. Высочайшим приказом от 30 августа 1882 года произведён в генерал-майоры и зачислен в запас армейской пехоты. Судя по справочнику Весь Петербург, был уволен в отставку не позднее 1901 года.

### Семья
Около 1860 года Александр Насветевич женился на дворянке Марии Демчинской. Как утверждает Александр Кибовский, об этом свидетельствуют документы Российского государственного военно-исторического архива. При этом Анастасия Ширинская-Манштейн в семейных мемуарах называет свою прабабку Марией Кибовской.
В семье Насветевичей на свет появились четверо детей: два сына и две дочери.
- Николай Александрович Насветевич.
- Александра Александровна Насветевич (30.6.1870, по другим данным 1868) — крестными девочки стали цесаревич Александр и его супруга Мария Фёдоровна.
- Мирон Александрович Насветевич (6.2.1876) — существует версия, что именем Мирон сын Александра Насветевича обязан императору Александру II. Во время праздника, посвященного Егерскому полку, император попросил своего флигель-адъютанта дать будущему ребёнку имя священномученика Мирония — покровителя лейб-егерей. Позже император крестил Мирона.
- Анастасия Александровна Насветевич — бабушка Анастасии Ширинской-Манштейн.